# ديفيد إي. كوبلاند الثالث
ديفيد إي. كوبلاند الثالث هو سياسي أمريكي، ولد في 10 يناير 1931 في تامبا في الولايات المتحدة، وتوفي في 5 يونيو 2019. نشط حزبياً في الحزب الجمهوري. وقد انتخب عضو مجلس نواب تينيسي ‏.